# Міколаювек (Великопольське воєводство)
Міколаювек (пол. Mikołajówek) — село в Польщі, у гміні Коло Кольського повіту Великопольського воєводства.
Населення — 182 особи (2011).
У 1975-1998 роках село належало до Конінського воєводства.

## Демографія
Демографічна структура станом на 31 березня 2011 року:
|          | Загалом | Допрацездатний вік | Працездатний вік | Постпрацездатний вік |
| -------- | ------- | ------------------ | ---------------- | -------------------- |
| Чоловіки | 84      | 16                 | 65               | 3                    |
| Жінки    | 98      | 24                 | 58               | 16                   |
| Разом    | 182     | 40                 | 123              | 19                   |